# خانه عبدالله خان رفیعی
خانه عبدالله خان رفیعی مربوط به دوره افشار - دوره قاجار است و در شهرستان درمیان، روستای درمیان، پشت مسجد جامع واقع شده و این اثر در تاریخ ۱۲ تیر ۱۳۸۴ با شمارهٔ ثبت ۱۲۰۸۵ به‌عنوان یکی از آثار ملی ایران به ثبت رسیده است.